# Palmodes minor
Palmodes minor là một loài côn trùng cánh màng trong họ Sphecidae, thuộc chi Palmodes. Loài này được F. Morawitz miêu tả khoa học đầu tiên năm 1890.